# Contubernio de Múnich
El «Contubernio de Múnich» es la expresión peyorativa, acuñada por el diario falangista Arriba, mediante la cual la dictadura franquista dio en ridiculizar el IV Congreso del Movimiento Europeo, celebrado en la capital bávara entre el 5 y el 8 de junio de 1962, en plena oleada de huelgas mineras en Asturias, y tras un primer y fallido intento español de ingresar en la Comunidad Económica Europea.

## Desarrollo
Participaron en el congreso 118 políticos españoles de todas las tendencias opositoras al régimen franquista, tanto del interior como del exilio, excepto del Partido Comunista de España. Monárquicos liberales, republicanos, demócrata-cristianos, socialistas, socialdemócratas, nacionalistas vascos y catalanes, reunidos bajo la autoridad moral de Salvador de Madariaga que, al concluir la reunión, afirmó: «Hoy ha terminado la Guerra Civil».
Los 118 delegados españoles aprobaron por unanimidad la siguiente resolución:

El Congreso del Movimiento Europeo (...) estima que la integración, ya en forma de adhesión, ya de asociación de todo país a Europa, exige de cada uno de ellos instituciones democráticas, lo que significa en el caso de España, de acuerdo con la Convención Europea de los Derechos del Hombre y la Carta Social Europea, lo siguiente:

1. La instauración de instituciones auténticamente representativas y democráticas que garanticen que el Gobierno se basa en el consentimiento de los gobernados.
2. La efectiva garantía de todos los derechos de la persona humana, en especial los de libertad personal y de expresión, con supresión de la censura gubernativa.
3. El reconocimiento de la personalidad de las distintas comunidades naturales.
4. El ejercicio de las libertades sindicales...
5. La posibilidad de organización de corrientes de opinión y de partidos políticos...

Los delegados españoles, presentes en el Congreso, expresan su firme convencimiento de que la inmensa mayoría de los españoles desean que esa evolución se lleve a cabo de acuerdo con las normas de la prudencia política, con el ritmo más rápido que las circunstancias permitan, con sinceridad por parte de todos y con el compromiso de renunciar a toda violencia activa o pasiva antes, durante y después del proceso evolutivo.

En el transcurso del congreso, el dirigente socialista Rodolfo Llopis le pidió al monárquico Joaquín Satrústegui que transmitiera al Conde de Barcelona el siguiente mensaje: «El PSOE tiene un compromiso con la República que mantendrá hasta el final. Ahora bien, si la Corona logra establecer pacíficamente una verdadera democracia, a partir de ese momento el PSOE respaldará fielmente a la Monarquía».

## Reacción franquista
La reunión de los opositores españoles alcanzó aún más repercusión porque produjo la represión política más sonada de la oposición de centro y derecha durante todo el franquismo. Franco, encolerizado por el repentino activismo de grupos que hasta entonces no habían ejercido más que una tímida oposición al régimen dentro de las fronteras españolas, encarceló, deportó y exilió a los asistentes a medida que retornaban a España. Así, el mismo 8 de junio publicó el decreto-ley 17/1962 que suspendía por dos años el derecho de libre residencia, garantizado en la legislación franquista por el artículo 14 del Fuero del Trabajo.
Fernando Álvarez de Miranda, Jaime Miralles, Jesús Barros de Lis, Joaquín Satrústegui, Íñigo Cavero, José Luis Ruiz-Navarro, Alfonso Prieto Prieto, Félix Pons Marqués y Joan Casals Thomas quedaron confinados en las diferentes islas de las Canarias, sobre todo en Fuerteventura. José María Gil-Robles, Dionisio Ridruejo, Carmelo Cembrero, Jesús Prados Arrarte, José Federico de Carvajal, José Vidal-Beneyto, Fernando Baeza Martos y otros fueron enviados al exilio. En casa de Jorgina Satrústegui, primero, y de Enrique Tierno Galván, después, se reunieron el profesor Enrique Ruiz-García, Vicente de Piniés Rubio, Jaime García de Vinuesa y Luis María Ansón para organizar la recogida de fondos en beneficio de las familias de los represaliados.
La ofensiva que en España organizó la prensa franquista contra el «contubernio» de Múnich fue un escándalo nacional. Los falangistas maniobraron para hacer daño a los monárquicos. Para hacer frente a esta presión, el presidente del Consejo Privado del Conde de Barcelona, José María Pemán, acompañado por el secretario Valdecasas, fueron a visitarle mientras navegaba en su velero, y redactaron la siguiente nota:

El Conde de Barcelona nada sabía de las reuniones de Múnich hasta que después de ocurridas escuchó en alta mar las primeras noticias a través de la radio. Nadie, naturalmente, ha llevado a tales reuniones ninguna representación de su Persona ni de sus ideas. Si alguno de los asistentes formaba parte de su Consejo, ha quedado con este acto fuera de él.

Este texto supuso la liquidación en Estoril de José María Gil-Robles, único miembro del consejo privado presente en Múnich, que había servido con fidelidad a la monarquía durante los años más difíciles de la posguerra.

## Reacción europea
La reacción del Régimen contra los participantes en la reunión en Múnich causó fuertes críticas en el extranjero, sobre todo en la Comunidad Económica Europea a la que España había solicitado la asociación pocos meses antes, solicitud que quedó prácticamente sin posibilidades de avanzar a partir del «contubernio». Franco se dio finalmente cuenta de que «su reacción ante el Congreso de Múnich había sido un grave error», según el historiador Paul Preston. Unas semanas después, el 10 de julio de 1962, destituyó, dentro de una crisis amplia de gobierno, al ministro de Información Gabriel Arias-Salgado, que ocupaba este cargo desde 1951 y al que Franco hacía responsable de la histeria de la prensa sobre el congreso de Múnich. El ministro sólo sobreviviría unos días a su destitución.
A Gabriel Arias-Salgado le sustituyó Manuel Fraga que, cuatro años después, con su Ley de Prensa, abriría la crítica al régimen y una cierta liberalización. El defensor máximo de una regencia, que era la fórmula de decir «no» a la restauración borbónica, el general Agustín Muñoz Grandes, se convirtió en vicepresidente del Gobierno. En 1963 el régimen creó el Tribunal de Orden Público para juzgar los delitos políticos, detuvo a mineros en Asturias durante las huelgas y ejecutó al militante comunista Julián Grimau.